# Manchester (Illinois)
Manchester és una població dels Estats Units a l'estat d'Illinois. Segons el cens del 2000 tenia 354 habitants.

## Demografia
Segons el cens del 2000, Manchester tenia 354 habitants, 136 habitatges, i 99 famílies. La densitat de població era de 131,4 habitants/km².
Dels 136 habitatges en un 33,1% hi vivien nens de menys de 18 anys, en un 64,7% hi vivien parelles casades, en un 5,1% dones solteres, i en un 27,2% no eren unitats familiars. En el 22,1% dels habitatges hi vivien persones soles l'11,8% de les quals corresponia a persones de 65 anys o més que vivien soles. El nombre mitjà de persones vivint en cada habitatge era de 2,6 i el nombre mitjà de persones que vivien en cada família era de 3,05.
Per edats la població es repartia de la següent manera: un 24,6% tenia menys de 18 anys, un 10,2% entre 18 i 24, un 28,5% entre 25 i 44, un 21,2% de 45 a 60 i un 15,5% 65 anys o més.
L'edat mediana era de 35 anys. Per cada 100 dones de 18 o més anys hi havia 99,3 homes.
La renda mediana per habitatge era de 31.875 $ i la renda mediana per família de 37.500 $. Els homes tenien una renda mediana de 26.964 $ mentre que les dones 21.528 $. La renda per capita de la població era de 13.728 $. Aproximadament el 8,7% de les famílies i el 10,7% de la població estaven per davall del llindar de pobresa.

## Poblacions properes
El següent diagrama mostra les poblacions més properes.